# Seznam dílů seriálu Sonny ve velkém světě
Toto je seznam dílů seriálu Sonny ve velkém světě, který v ČR vysílá Disney Channel od 5. prosince 2009. U dílů, u kterých je český název, byl v ČR už odvysílaný. 9. 6. 2010 vyšlo DVD s kompletní 1. sérií v češtině, bez toho, aby je Disney Channel odvysílal.

## 1. série (USA-2009, ČR- 2009-2010)
- Demi Lovato a Tiffany Thornton hráli ve všech epizodách
- Brandon Mychal Smith a Doug Brochu nehrál v jedné epizodě
- Sterling Knight nehráli v dvou epizodách
- Allisyn Ashley Arm nehrála v osmi epizodách

| Díl | Epizoda | Originální název                 | Český název             | Premiéra v ČR     | Premiéra v USA     | Produkční čísla |
| --- | ------- | -------------------------------- | ----------------------- | ----------------- | ------------------ | --------------- |
| 1   | 1       | Sketchy Beginnings               | Příběh začíná           | 5. prosince 2009  | 8. února 2009      | 101             |
| 2   | 2       | West Coast Story                 | West Coast Story        | 5. prosince 2009  | 8. února 2009      | 102             |
| 3   | 3       | Sonny at The Falls               | Sonny ve vodopádech     | 6. prosince 2009  | 15. února 2009     | 103             |
| 4   | 4       | You've Got Fan Mail              | Dopis od fanouška       | 6. prosince 2009  | 22. února 2009     | 104             |
| 5   | 5       | Cheater Girls                    | Podvodnice              | 12. prosince 2009 | 1. března 2009     | 105             |
| 6   | 6       | Three's Not Company              | Tři společnost nedělají | 9. ledna 2010     | 8. března 2009     | 106             |
| 7   | 7       | Poll'd Apart                     | Veřejné mínění          | 16. ledna 2010    | 15. března 2009    | 107             |
| 8   | 8       | Fast Friends                     | Nová známost            | 2. ledna 2010     | 29. března 2009    | 108             |
| 9   | 9       | Sonny With a Chance of Dating    | Rande                   | 30. ledna 2010    | 12. dubna 2009     | 109             |
| 10  | 10      | Sonny and the Studio Brat        | Sonny a spratek         | 3. dubna 2010     | 26. dubna 2009     | 110             |
| 11  | 11      | Promises, Prom-misses            | Tajný ples              | 4. dubna 2010     | 3. května 2009     | 111             |
| 12  | 12      | The Heartbreak Kids              | Děti lásky              | 24. dubna 2010    | 17. května 2009    | 112             |
| 13  | 13      | Battle of the Networks' Stars    | Souboj hvězd            | 17. dubna 2010    | 7. června 2009     | 113             |
| 14  | 14      | Prank'd                          | Žertíky                 | 1. dubna 2010     | 5. července 2009   | 114             |
| 15  | 15      | Tales From the Prop House        | Příběh z rekvizitárny   | 1. dubna 2010     | 2. srpna 2009      | 115             |
| 16  | 16      | Sonny in the Kitchen with Dinner | Sonny v kuchyni         | 26. července 2010 | 16. srpna 2009     | 116             |
| 17  | 17      | Guess Who's Coming to Guest Star | Hádej kdo přijde        | 28. července 2010 | 27. září 2009      | 117             |
| 18  | 18      | Hart to Hart                     | Hartová vs. Hartová     | 28. srpna 2010    | 1. listopadu 2009  | 118             |
| 19  | 19      | Sonny in the Middle              | Sonny uprostřed         | 31. července 2010 | 8. listopadu 2009  | 119             |
| 20  | 20      | Cookie Monsters                  | Sušenkové drama         | 28. srpna 2010    | 15. listopadu 2009 | 120             |
| 21  | 21      | Sonny: So Far                    | Jak šel čas             | 28. srpna 2010    | 22. listopadu 2009 | 121             |

## 2.série (USA- 2010 - poslední epizoda 2011, ČR- 2010-2011)
- Demi Lovato, Tiffany Thrornton, Sterling Knight a Doug Brochu hráli ve všech epizodách
- Brandon Mychal Smith nehrál v jedné epizodě
- Allisyn Ashley Arm nehrála v jedenácti epizodách

| Díl   | Epizoda | Originální název                     | Český název                     | Premiéra v ČR     | Premiéra v USA     | Produkční čísla |
| ----- | ------- | ------------------------------------ | ------------------------------- | ----------------- | ------------------ | --------------- |
| 22    | 1       | Walk a Mile in My Pants              | Džínový pochod                  | 11. září 2010     | 14. března 2010    | 201             |
| 23    | 2       | Sonny Get Your Goat                  | Není koza, jako koza            | 11. září 2010     | 21. března 2010    | 202             |
| 24    | 3       | Gassie Passes                        | Pšouk dopšoukal                 | 19. září 2010     | 28. března 2010    | 203             |
| 25    | 4       | Sonny with a Song                    | Sonny má píseň                  | 3. října 2010     | 11. dubna 2010     | 204             |
| 26    | 5       | High School Miserable                | Muzikál ze střední              | 25. září 2010     | 18. dubna 2010     | 205             |
| 27    | 6       | Legend of Candy Face                 | Legenda o Melouňákovi           | 23. října 2010    | 2. května 2010     | 206             |
| 28    | 7       | Gummy with a Chance                  | Svět žvýkaček                   | 5. prosince 2010  | 9. května 2010     | 207             |
| 29    | 8       | Random Acts of Discrespect           | Náhody bez respektu             | 4. prosince 2010  | 16. května 2010    | 208             |
| 30    | 9       | Grady with a Chance of Sonny         | Grady má rande se Sonny         | 18. prosince 2010 | 23. května 2010    | 209             |
| 31    | 10      | Falling for the Falls (Part 1)       | Uprostřed vodopádů (Část 1)     | 11. prosince 2010 | 13. června 2010    | 210             |
| 32    | 11      | Falling for the Falls (Part 2)       | Zamilovaná do vodopádů (Část 2) | 8. ledna 2011     | 20. června 2010    | 211             |
| 33-34 | 12-13   | Sonny with a Secret                  | Sonny má tajemství 1,2          | 9. dubna 2011     | 18. července 2010  | 212-213         |
| 35    | 14      | The Problem with Pauly               | Trable s Paulym                 | 22. ledna 2011    | 8. srpna 2010      | 214             |
| 36    | 15      | That’s So Sonny                      | Taková je Sonny                 | 23. dubna 2011    | 29. srpna 2010     | 215             |
| 37    | 16      | Chad without a Chance                | Chad bez šance                  | 16. dubna 2011    | 19. září 2010      | 216             |
| 38    | 17      | My Two Chads                         | Moji dva Chadové                | 7. května 2011    | 26. září 2010      | 217             |
| 39    | 18      | A So Random! Halloween Special       | Halloweenský speciál Náhod      | 30. října 2010    | 17. října 2010     | 218             |
| 40    | 19      | Sonny with a 100% Chance of Meddling | Sonny se vměšuje na 100%        | 14. května 2011   | 24. října 2010     | 219             |
| 41    | 20      | Dakota’s Revenge                     | Dakotina pomsta                 | 21. května 2011   | 14. listopadu 2010 | 220             |
| 42    | 21      | Sonny with a Kiss                    | Sonny a polibek                 | 14. února 2011    | 21. listopadu 2010 | 221             |
| 43    | 22      | A So Random! Holiday Special         | Vánoční speciál Náhod           | 25. prosince 2010 | 28. listopadu 2010 | 222             |
| 44    | 23      | Sonny with a Grant                   | Sonny a Grant                   | 5. červen 2011    | 5. prosince 2010   | 223             |
| 45    | 24      | Marshall with a Chance               | Marshall má sen                 | 12. červen 2011   | 12. prosince 2010  | 224             |
| 46    | 25      | Sonny with a Choice                  | Sonny má volbu                  | 19. červen 2011   | 19. prosince 2010  | 225             |
| 47    | 26      | New Girl                             | Nová holka                      | 26. červen 2011   | 2. ledna 2011      | 226             |